# جفری شلاپ
جفری اشلاپ (انگلیسی: Jeffrey Schlupp؛ زادهٔ ۲۳ دسامبر ۱۹۹۲) بازیکن فوتبال اهل آلمان است.
از باشگاه‌هایی که در آن بازی کرده‌است می‌توان به باشگاه فوتبال برنتفورد و باشگاه فوتبال لستر سیتی اشاره کرد.
وی همچنین در تیم ملی فوتبال غنا بازی کرده‌است.